# 웹 데스크톱
웹 데스크톱(web desktop)) 또는 웹톱(webtop)은 웹 브라우저나 유사 클라이언트 애플리케이션에 임베디드된 데스크톱 환경이다. 웹톱은 웹 애플리케이션, 웹 서비스, 클라이언트-서버 애플리케이션, 웹 애플리케이션 서버, 그리고 로컬 클라이언트의 애플리케이션들을 데스크톱 메타포를 사용하여 데스크톱 환경으로 통합한다. 웹 데스크톱은 윈도우, 맥, 그리고 유닉스 및 리눅스 시스템의 그래픽 사용자 인터페이스와 유사한 환경을 제공한다. 웹톱에서 애플리케이션, 데이터, 파일, 구성, 설정, 접근 권한은 네트워크상에 원격으로 보관한다. 컴퓨팅의 많은 부분이 원격으로 처리된다. 브라우저가 주로 화면 출력과 입력 목적으로 사용된다.
"웹 데스크톱"과 "웹톱"이라는 용어는 TinyOS 등의 네트워크 운영 체제, 그리고 인페르노 등 분산 운영 체제와는 구별된다.
웹 운영 체제와 구별된다. 웹 데스크톱은 웹 운영 체제, WebOS를 의미하는 경우로 잘못 사용되기도 한다.
웹톱은 사용자가 직접 컴퓨터를 조작하지 않고서도 미리 지정해 놓은 원격 인터넷 사이트에서 밀어내는 여러 정보를 검색할 수 있도록 해주는 서비스이다. 차세대 인터넷 핵심기술 중 가장 중요한 것이 푸시(Push) 기술인데 인터넷이 정보를 밀어서 이용자에게 제공하는 기술이다.

## 역사
웹 데스크톱 문맥에서 웹톱이라는 용어는 1994년 산타 크루즈 오퍼레이션(SCO)이 자사의 유닉스 운영 체제의 웹 기반 인터페이스용으로 처음 선보인 용어이다. 이 애플리케이션은 1997년 11월 13일 일련번호 60/065,521로 신청된 "The Adaptive Internet Protocol System"이라는 제목의 일시적 애플리케이션에 기반을 두었으며 이는 타란텔라 웹톱(Tarantella Webtop)에 사용된 기술을 위한 미국 특허이다.

## 같이 보기
- 리치 인터넷 애플리케이션